# Vincent Thierry
 (juillet 2019).
 (juillet 2019).
Pour les articles homonymes, voir Thierry.
Vincent Thierry est un chef cuisinier français, né le 15 novembre 1971.

## Biographie
Après avoir travaillé dans plusieurs établissements triplement étoilés (Taillevent et Le Cinq à Paris, La Côte Saint-Jacques à Joigny, Les Crayères à Reims, le Buerehiesel d'Antoine Westermann à Strasbourg), il a ouvert Caprice en 2005.
Lors de sa première édition en 2009, le guide Michelin Hong-Kong/Macao lui décerne deux étoiles. L'édition 2010 lui délivre la troisième,.